# Союз профсоюзов России
Общероссийское объединение профсоюзов — Союз профсоюзов России (краткое название СПР) — объединение свободных профсоюзов, учрежденных в различных отраслях на территории Российской Федерации.
СПР проводит активную работу по развитию социального партнёрства в Российской Федерации. Одним из приоритетных направлений деятельности объединения является повышение социальной ответственности предприятий перед своими сотрудниками.
По состоянию на октябрь 2015 года в состав Союза профсоюзов России входит 41 общероссийский, межрегиональный и территориальный профсоюз. Общая численность членов СПР составляет 1 318 300 человек.

## Краткая история
Создание Общероссийского объединения профсоюзов — Союз профсоюзов России приходится на дату 20 сентября 2010 года. Тогда же была принята резолюция учредительного съезда СПР.
Учредителями СПР являются:
 — Общероссийская общественная организация «Профессиональный союз негосударственной сферы безопасности»;
 — Общероссийский профсоюз работников торговли и услуг;
 — Российский профсоюз работников строительных специальностей и сервисных организаций Объединения профсоюзов России СОЦПРОФ;
 — Московский региональный союз СОЦПРОФ Объединения профсоюзов России СОЦПРОФ — Территориального объединения профсоюзов;
 — Московский областной союз Объединения профсоюзов России СОЦПРОФ — Общероссийского объединения профсоюзов.

## Деятельность
Цели и задачи профсоюзного объединения — выражение интересов, защита прав наемных работников путём коллективных переговоров, построенных на принципах социального партнерства для достижения эффективного баланса интересов между работниками и работодателями.
СПР активно взаимодействует с Российской трёхсторонней комиссией.
СПР участвует в заседаниях, конференциях, форумах, организуемых Общественной палатой, Государственной Думой, Российским союзом промышленников и предпринимателей, различными Министерствами Российской Федерации, отраслевыми союзами, ассоциациями и прочими некоммерческими и коммерческими организациями.

## Список членов Центрального Совета СПР
1. Куликов Евгений Александрович — Генеральный секретарь
2. Делягин Михаил Геннадьевич — Президент СПР
3. Волков Олег Анатольевич — Первый заместитель Генерального секретаря
4. Аптекарев Олег Николаевич — Председатель Центрального Совета
5.  Сергеев Александр Андреевич — Вице-президент
6. Курнаков Юрий Викторович — Вице-президент
7. Захаров Александр Игоревич — Заместитель Генерального секретаря
8. Храмов Сергей Владимирович  — Генеральный инспектор труда
9. Волков Анатолий Сергеевич — Член Центрального совета СПР
10. Галочкин Дмитрий Евгеньевич — Член Центрального совета СПР
11. Красова Наталья Борисовна — Член Центрального совета СПР
12. Русинович-Русак Дмитрий Игоревич — Член Центрального совета СПР
13. Котов Александр Владимирович — Член Центрального совета СПР
14. Шубников Игорь Павлович — Член Центрального совета СПР

## Организации и общественные объединения, входящие в СПР
По состоянию на январь 2016 года в состав СПР входит 42 членских организации:
- 1. Общероссийская общественная организация «Профессиональный союз негосударственной сферы безопасности»;
- 2. Общероссийский профсоюз работников торговли и услуг (ОПРТУ);
- 3. Российский профсоюз работников строительных специальностей и сервисных организаций;
- 4. Московский региональный союз Объединения профсоюзов России СОЦПРОФ — Территориального объединения профсоюзных организаций (МОП СОЦПРОФ);
- 5. Московское областное объединение профсоюзов «СОЦПРОФ» — территориальное объединение организаций профсоюзов (МООП СОЦПРОФ;
- 6. Межрегиональный профсоюз железнодорожников;
- 7. Межрегиональный межотраслевой профессиональный союз работников предприятий производственной и социальной инфраструктуры «Авангард»;
- 8. Томская областная территориальная организация объединения профсоюзов России СОЦПРОФ — Общероссийского объединения профсоюзов;
- 9. Нижегородский территориальный (региональный) союз Объединения профсоюзов России СОЦПРОФ — Общероссийского объединения профсоюзов;
- 10. Межрегиональный профсоюз менеджеров промышленных предприятий и сфер услуг «Солидарность»;
- 11. Ярославское областное объединение независимых профсоюзов ЯНП;
- 12. Межрегиональный профсоюз работников общественного транспорта «Таксист»;
- 13. Межрегиональный профессиональный союз управленческих и финансовых специалистов;
- 14. Общероссийский профессиональный союз отечественных сельхозпроизводителей и переработчиков сельскохозяйственного сырья (СОС «РОССЕЛЬПРОФ»);
- 15. Межрегиональный профессиональный союз работников строительной отрасли;
- 16. Межрегиональный профессиональный союз работников коллективного и общественного питания;
- 17. Региональный независимый профсоюз сотрудников и ветеранов правоохранительных и силовых структур;
- 18. Владимирский региональный союз СОЦПРОФ — Территориальное объединение профсоюзных организаций СОЦПРОФ (ВРС СОЦПРОФ);
- 19. Приморский краевой союз профсоюзных организаций СОЦПРОФ — территориальное Объединение организации профсоюзов;
- 20. Российский объединенный профсоюз работников предприятий гражданского машиностроения, оборонной промышленности, металлургии и металлообработки (Российский профсоюз металлистов СОЦПРОФ);
- 21. Российский профсоюз работников легкой, деревообрабатывающей и пищевой промышленности;
- 22. Российский профсоюз работников (учащихся) учреждений образования и культуры, государственных, муниципальных и некоммерческих организаций, коммунального хозяйства, торговли (РПРиУ);
- 23. Пермская краевая территориальная организация Объединения профсоюзов России СОЦПРОФ — Общероссийского объединения профсоюзов;
- 24. Независимый профсоюз горняков России (НПГ);
- 25. Липецкая областная Федерация профсоюзов СОЦПРОФ — территориальное объединение организаций профсоюзов (ЛОФП СОЦПРОФ);
- 26. Межрегиональный профессиональный союз водителей профессионалов (МПВП);
- 27. Союз профсоюзов Омской области;
- 28. Иркутский областной союз профсоюзных организаций СОЦПРОФ — территориальное объединение организаций профсоюзов;
- 29. Межрегиональное объединение профсоюзов «Союз организаций профсоюзов Республики Крым и города Севастополя» (СПКС);
- 30. Межрегиональный профсоюз «Единство»;
- 31. Межрегиональный профсоюз работников общественного транспорта (МПРОТ).
- 32. Межрегиональный профессиональный Союз работников искусства, массовых коммуникаций и шоу-бизнеса;

- 33. Межрегиональный профессиональный союз работников бассейновой индустрии;
- 34. Межрегиональный морской профсоюз;
- 35. Межрегиональный профессиональный союз работников энергетической отрасли;
- 36. Равный профессиональный союз музыкальных исполнителей;
- 37. Межрегиональный профсоюз трудящихся строительной и торговой отрасли "Трудовая Евразия";
- 38. Союз профсоюзов СПб и ЛО (СПР);
- 39. Межрегиональный профсоюз "Соцзащита";
- 40. Межрегиональный профсоюз "Московский профсоюз полиции";
- 41. Союз профсоюзов Челябинской области - территориальное объединение организаций профсоюзов;
- 42. Союз профсоюзов Саратовской области - территориальное объединение организаций профсоюзов (Саратовский Союз профсоюзов);